# 6497 Yamasaki
A 6497 Yamasaki (ideiglenes jelöléssel 1992 UR3) a Naprendszer kisbolygóövében található aszteroida. Tsutomu Seki fedezte fel 1992. október 27-én.